# Rise Above Movement
Rise Above Movement (RAM) este un grup asociat mișcării alt-right din sudul Californiei caracterizat în mass-media drept naționalist, supremacist și extremist. Conform Southern Poverty Law Center⁠(d) (SPLC), grupul „este influențat de mișcările identitare din Europa și încearcă să importe filosofiile și tacticile violente în Statele Unite”. Membrii săi sunt cu precădere din comitatul Orange, California și San Diego, numărul lor fiind undeva între 20 și 50. Membrii RAM sunt asociați și cu alte organizații naționaliste precum Identity Evropa, Proud Boys⁠(d) și grupul neonazist Hammerskins potrivit grupului de extremă stânga Anti-Racist Action.
Grupul, înființat de Robert Rundo sub denumirea de Divizia DIY păstrată până la începutul anului 2017, este descris ca fiind un „grup militant rasist și antisemit” care își asumă rolul de a apăra civilizația occidentală pe care o considerată atacată de „musulmani, imigranți și evrei”, dar și de liberali. Directorul Intelligence Project al SPLC, Heidi Beirich, a declarat că membrii Rise Above Movement apără vechea societate californiană care era majoritar albă, conservatoarea și dominată de bărbați, astăzi pe cale de dispariție.
Conform ProPublica, RAM are „un scop unic: violență fizică îndreptată împotriva dușmanilor săi ideologici. Membrii RAM petrec weekenduri practicând box și arte marțiale”. De asemenea, s-au lăudat cu fapte violente comise în cadrul protestelor din Huntington Beach, San Bernardino și Berkeley. Dat fiind faptul că este deseori implicată în lupte de stradă, grupul a fost descris ca fiind „mai degrabă un club de lupte decât un Klan”.
RAM folosește rețelele sociale pentru a recruta membri unde încearcă să transmită ideea că este un club de luptă, publicând videoclipuri ale sesiunilor de antrenament și autocaracterizându-se drept „clubul principal de MMA al mișcării alt-right”. Conform Anti-Defamation League, „Deși se consideră parte a mișcării alt-right, membrii RAM își au originea în mișcarea rasistă skinhead din California și include indivizi care s-au confruntat cu acuzații penale grave precum agresiuni, jafuri și infracțiuni cu arme”.
Conturile sociale utilizate de grup au distribuit fotografii cu membrii care participau la întâlniri cu grupuri de extremă dreaptă din Europa de Est precum partidul Corpul Național și Batalionul Azov.